# Rudolf Gottgetreu

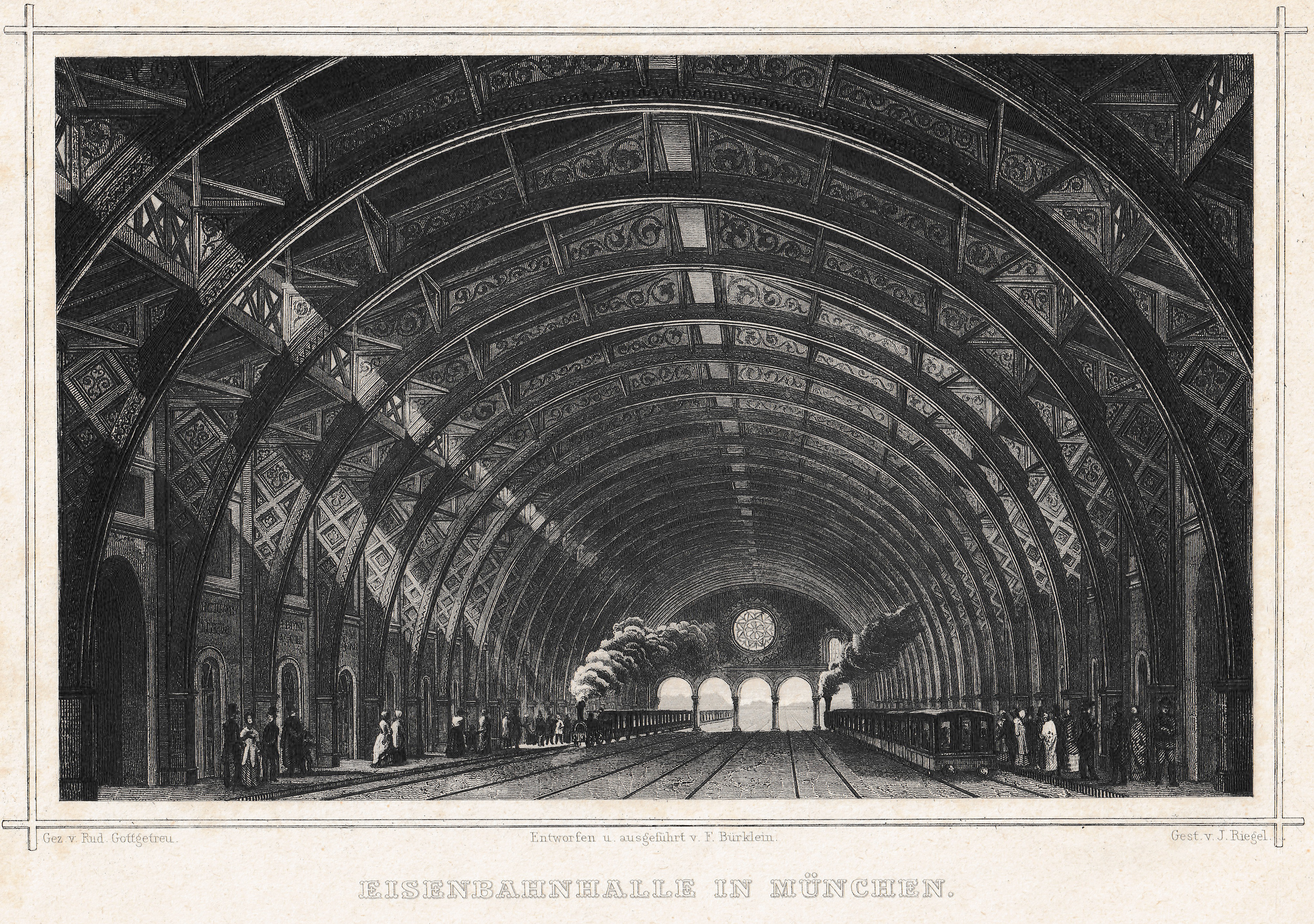
Die neue Eisenbahnhalle in München, gezeichnet von Rudolf Gottgetreu (ca. 1850)

Rudolf Gottgetreu (* 23. April 1821 in Swinemünde, Pommern; † 25. Mai 1890 in Tutzing; vollständiger Name: Rudolf Wilhelm Gottgetreu) war ein deutscher Architekt und Hochschullehrer.

## Leben
Rudolf Gottgetreu war ein Sohn des Hafenbaukonstrukteurs und Landbaumeisters Gustav Adolf Wilhelm Gottgetreu. Er besuchte in Bromberg das Gymnasium und trat 1838 in das Königliche Gewerbeinstitut Berlin ein. Nach dem Beginn einer dreijährigen Maurerlehre in Posen studierte Gottgetreu von 1842 bis 1844 Architektur an der Akademie der Bildenden Künste München, wo er Schüler von August von Voit war. Während des Studiums arbeitete er nebenbei als Lithograph und Stecher. Von 1845 bis 1848 war Rudolf Gottgetreu für die Eisenbahnbau-Kommission in Nürnberg tätig, legte aber 1846 das bayerische Staatsexamen zum Zivilarchitekten ab.
Ab 1848 arbeitete Gottgetreu als Telegraphist in Salzburg und München; in dieser Funktion stand er zeitweise im persönlichen Dienst König Maximilians II., wobei der architektonisch interessierte König seine Entscheidung beeinflusst hat, sich wieder der Baukunst zuzuwenden. Von 1850 bis 1852 war Gottgetreu Assistent für Architekturzeichnung am Lehrstuhl von Friedrich Bürklein an der Polytechnischen Schule München. Ab 1852 erhielt er selbst eine Professur für Baukunde, Architekturzeichnung und Baumaterialienlehre. Nach der Eingliederung der Polytechnischen Schule in das Neue Polytechnikum 1868 hatte Gottgetreu dort bis zu seiner Emeritierung 1888 den Lehrstuhl für Baumaterialienlehre, allgemeine Construktionslehre für Hochbauten und Bauzeichnen inne. Als Hochschullehrer erarbeitete er umfassende Lehrbücher über Baumaterialien und Hochbaukonstruktionen.
Seine Brüder Moritz Wilhelm und Gustav Adolf (1812–1890) waren ebenfalls als Architekten tätig.

## Grabstätte

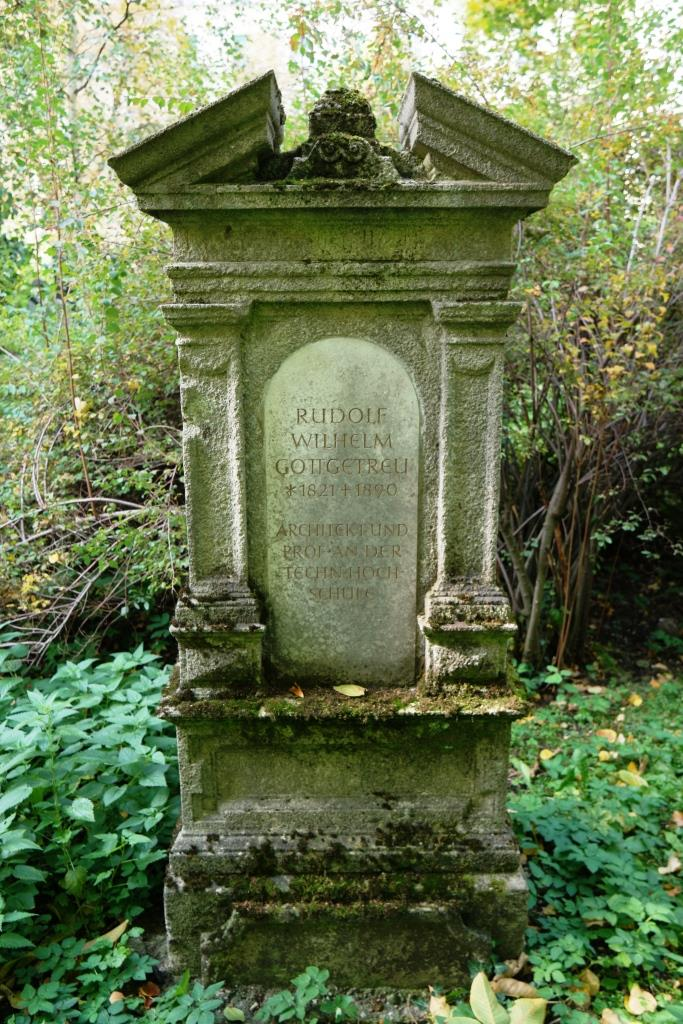
Grab von Rudolf Gottgetreu auf dem Alten Südlichen Friedhof in München

Die Grabstätte von Rudolf Gottgetreu befindet sich auf dem Alten Südlichen Friedhof in München (Gräberfeld 10 – Reihe 2 – Platz 25) Standort.

## Architektur
Im Zuge der vom bayerischen Monarchen beauftragten Umgestaltung Münchens fertigte Rudolf Gottgetreu 1852 eine Reihe von Detailplanungen für die neue Prachtstraße, die heutige Maximilianstraße, an. An diesen Entwürfen waren auch Bürklein, Voit, Eduard Riedel und Georg Friedrich Ziebland beteiligt. Bürklein und Gottgetreu waren allerdings die wichtigsten Vertreter des sogenannten Maximilianstils, dessen Stilelemente zwar verschiedenen historischen Epochen entlehnt, aber in einem einheitlichen, durch dichte senkrechte Achsfolgen gekennzeichneten Raster angeordnet sind. Der Stil entwickelt eine Synthese aus Bauten der Schinkelschule und Friedrich von Gärtners, von denen sowohl die breitgelagerte Form als auch die Verwendung von Rundbögen übernommen wurden.
Von Gottgetreus fünf angefertigten Entwürfen für die Bauten der Maximilianstraße ist schließlich von 1854 bis 1857 nur das Hotel Vier Jahreszeiten umgesetzt worden, welches ursprünglich als Mietshaus mit angegliederter Tuchfabrikation geplant war. Neben seiner Lehrtätigkeit entstanden nach seinen Plänen weitere Bauten, so 1861 die Knabenschule St. Georg in Freising und 1866 die Knabenschule in der Rosenheimer Königstraße. 1873 wurde unter Gottgetreus Oberleitung mit dem Bau der Pfarrkirche St. Markus, der zweiten evangelischen Stadtpfarrkirche in München, begonnen. 1874 wurde er aufgrund von Zerwürfnissen mit der Bauherrschaft von diesem Auftrag entbunden; sein Nachfolger war Professor Georg Eberlein, der den Bau ab 1876 nach partieller Änderung von Gottgetreus umstrittenen Plänen vollendete.

## Bauten
- Rosenheim, Fassade der Knabenschule, 1866
- München, Hotel Vier Jahreszeiten
- München, Kaufhaus in der Löwengrube
- München, ev. Pfarrkirche St. Markus, 1873–1877
- Neu-Ulm, Kriegerdenkmal, 1875

## Veröffentlichungen
- Die bedeutendsten Grab-Monumente des Münchener Gottesackers. München 1849 Digitalisat
- Praktische Perspective, zum Gebrauche für den Unterricht, sowie für das Selbst-Studium. München 1856 (Textband)
- Physische und chemische Beschaffenheit der Bau-Materialien. Berlin 1869 Digitalisat
  - 2. vermehrte und verbesserte Auflage, 2 Bände. Berlin 1874–1875 (Band 1), (Band 2)
- Lehrbuch der Hochbau-Konstruktionen, 5 Teile. Berlin 1880–1890 (Erster Theil 1880, Zweiter Theil 1882)[1]
  - Vierter Teil: Der innere Ausbau. 1888, archive.org
- Die Hausschwamm-Frage der Gegenwart in botanischer, chemischer, technischer und juridischer Beziehung unter Benutzung der in russischer Sprache herausgegebenen Arbeiten von T. G. von Baumgarten. Berlin 1891 Digitalisat des MDZ